# Gudomlig gnista
Enligt gnosticismen och vissa mystiska traditioner såsom kabbala och sufism har alla människor inom sig en gudomlig gnista från den andliga världen. Enligt dessa trossystem är meningen med livet att låta den gudomliga gnistan frigöras från kroppen för att till slut återvända till Gud. I den gnostisk-kristna traditionen (den Valentinska kyrkan, katarer med flera) ses Kristus som en inkarnation av Ljuset som har tagit mänsklig form för att leda mänskligheten tillbaka till Ljuset. I synnerhet katarerna såg den här tanken som tydligt uttryckt i Johannesprologen.